# 黑齿常之
黑齿常之（630年—689年11月26日），字恒元，百济将領，投靠中国唐朝后成为唐朝大将。

## 唐朝名将
其先出自扶余氏，封于黑齿，子孙因以为氏。世代担任百济达率（相当于兵部尚书，为二品官），为百济西部人。曾祖父黑齿文，祖父黑齿德，父亲黑齿沙次，并官至达率。黑齿常之自幼便习读春秋左氏传和司马迁、班固的《史记》和《汉书》。年未弱冠，以地籍授达率兼郡将（相当于中国之刺史），在国内以骁勇有谋略著称。
唐高宗显庆五年（660年），唐朝将领苏定方受命率军13万灭百济，此后唐朝在百济设立五都督府。黑齿常之率领部下跟着众人投降唐朝。苏定方统率的唐罗联军中有五万新罗兵，而新罗和百济又有世仇，有可能在破城后趁机对百济进行报复劫掠子，百济人的成年人很多被杀死。黑齿常之害怕，与手下十多人逃归本部，收集逃亡失散的士卒，保守任存山，结起栅栏以加强防守，一月之间归附的有三万多人，“八月二十六日他以任存山（位于今韩国全州）兵多地崄的地形为根据地，抵档住苏定方派遣出去的军队，征讨军虽没攻克任存山大栅但攻破小栅，苏定方因为十二月十六日唐高宗李治授命的攻高句丽戰事即将开始，以及粮草供应紧张，唐朝任命左卫中郎将王文度为熊津都督，率所部赶往百济，因此苏定方认为，刘仁愿的1万唐军，加上王文度的军队，应该可以控制百济局势，并于九月三日率唐军主力回国了。偏偏事不凑巧，王文度9月28日猝死了，所部未能前往百济 只留下刘仁愿的一万人少量兵力留镇百济本土，但没想到唐朝主力大军一回国，百济余党见刘仁愿镇守兵力太少又再次反叛。这其中也包括黑齿常之。“百济首领沙吒相如、黑齿常之自苏定方军回后，鸠集亡散，各据险以应福信”。九月二十三日，百济叛乱蔓延全国，“百济人叛而应者二十余城”，黑齿常之9月23日发动进攻后，首先攻破了泗沘的外围城防，抢夺军械物资，然后继续进攻，以期夺取泗沘，攻势较为猛烈，险些将泗沘攻破。但刘仁愿依靠留守的1.7万唐罗联军，经过艰苦作战，击退了黑齿常之的进攻。黑齿常之退下来之后，就在泗沘南岭筑起四五个军栅，继续包围泗沘，并伺机抄掠城邑，10月9日，新罗王春秋率领太子法敏及新罗诸军赶来解泗沘之围，首先进攻尔礼城，这个尔礼城应该是反叛的百济20余城之一，而且是比较重要的一个。10月18日，新罗军攻破尔礼城，并派人管理守卫，百济20余城又纷纷向新罗投降。至此，由黑齿常之进攻造成的百济危险局势在很大程度上得以缓解。10月30日，新罗军又进攻泗沘南岭军栅，斩首1500余，泗沘之围初步得解，留守唐军得到了所需军粮。 第一次泗沘之战后，直到公元663年白江之役，黑齿常之一直没有什么重大行动，龙朔三年（663年），唐军彻底平定百济复国活动，唐高宗李治派遣使者招降黑齿常之，黑齿常之于是率领部众到刘仁轨处投降。刘仁轨派黑齿常之、沙吒相如率领他们的部众前往攻取任存城，还支援他们粮食和武器。孙仁师说：“这类人人面兽心，怎么可以相信！”刘仁轨说：“我看这两人都忠勇有谋略，注重信义；只是前次投奔错人，现在正是他们感激立功的时候，不必怀疑。”于是发给粮食和武器，分兵跟随他们，最终攻下任存城，任存城守将迟受信抛弃妻子儿女，投奔高句丽。后来，黑齿常之多次升迁至左领军员外将军、洋州刺史。
麟德元年（664年），授折冲都尉，镇守熊津城，深受士众欢迎。咸亨三年（672年），以功加忠武将军，行带方州长史，不久迁任使持节沙泮州诸军事，沙泮州刺史，授上柱国。任内受到皇帝嘉奖，转为左领军员外将军，兼熊津都督府司马，加封浮阳郡开国公，食邑二千户。

## 纵横青藏
唐高宗仪凤二年（677年），吐蕃内乱，唐朝政府认为有机可乘，令刘仁轨出镇洮河，相机进攻吐蕃，黑齿常之作为刘仁轨的部将，出任洮河道经略副使，也被调往吐蕃前线。仪凤三年（678年），唐高宗任命中书令李敬玄为河源道经略大使、诸军大总管，与吐蕃名将论钦陵对峙于青海湖一带。七月，双方发生青海之战，唐将赤水军大使刘审礼中吐蕃诱敌之计孤军深入，于九月全军覆没。李敬玄遂立即率军撤退至承凤岭（今青海西宁附近），被吐蕃追兵包围，幸得黑齿常之冒死率500人夜袭吐蕃军，吐蕃首领跋地设弃军逃走，李敬玄方得解围。战后，黑齿常之以军功被擢升为左武卫将军，升为河源军副使，进入唐朝军队高层。
调露二年（680年）七月，黑齿常之率军三千袭吐蕃军，在良非川击败噶尔·赞婆，获羊马数万，代替李敬玄升任河源军经略大使，负责河源地区的防御。黑齿常之上任后在当地展开屯田，开营田五千余顷，岁收百余万石，使得驻军粮食得以自给，并设置烽戍七十余所，稳定了河源战线，加强西部边防。开耀元年（681年）五月廿一，黑齿常之率精兵一万骑击败同样企图在青海屯田的噶尔·赞婆，斩首2000级，烧毁吐蕃的储存粮食。黑齿常之在青海七年，吐蕃对其深畏惮之，不敢擅开边隙。
嗣圣元年（684年），黑齿常之升任左武卫大将军，仍然检校左羽林军。

## 唐朝干城
武则天掌权后，为巩固自身统治，大力任用黑齿常之等边将。684年，徐敬业在扬州起兵反对武则天，十一月初四，武则天令黑齿常之率军进讨，十一月十八，平定徐敬业起义。武后垂拱元年（685年），黑齿常之开始主管全国边务。
垂拱二年（686年），后突厥汗国可汗骨咄禄入侵河东道，黑齿常之迁任左鹰扬卫大将军、燕然道副大总管，率军抵抗，在两井之战中取得大胜，进爵燕国公，食邑三千户。
垂拱三年（687年），突厥再次入侵朔州，黑齿常之改右武威卫大将军，充任神武道经略大使，以李多祚、王九言为副手。追蹑突厥军至黄花堆，大破之，追奔四十余里，突厥军散走碛北。当时有右监门卫中郎将爨宝璧上表请求穷追突厥余寇，武则天令黑齿常之改任怀远军经略大使，与爨宝璧两军联合，一起追击。但爨宝璧贪功冒进，撇开黑齿常之先行进军，全军一万三千人尽数战死。

## 受诬而死
永昌元年（689年），酷吏周兴诬陷黑齿常之与右鹰扬将军赵怀节谋反。武则天因此将黑齿常之下狱，十月初九（11月26日），黑齿常之在狱中自缢而死，享年六十。黑齿常之爱惜士兵，将前后所得赏赐的金帛，都分给手下将士；被诬陷自杀后，当时人们都为他而叹惜。圣历元年（698年），黑齿常之沉冤得雪，被追赠为左玉钤卫大将军，勋封如故。
黑齿常之有一子黑齿俊，后任右豹韬卫翊府左郎将。一女嫁给同族的天兵中军副使、右金吾卫将军、遵化郡开国公勿部珣（景龙元年（707年）有造像记）。